# 宮崎神宮徴古館
宮崎神宮徴古館（みやざきじんぐうちょうこかん）は、宮崎県宮崎市神宮2丁目の宮崎神宮境内にある旧宝物館。

## 概要
宮崎神宮徴古館は、宮崎神宮によって同神宮境内東側に1909年（明治42年）に竣工した。工事設計者は佐々木岩次郎。木造2階建て。『宮崎神宮徴古陳列品解説書』によると、「神武天皇を中心と仰ぐ上代日向の文化を徴するべき考古参考品たる石器、土器、埴輪、玉類、武器、装身具、農工具等」（序文）の宮崎神宮保有の宝物及び伊勢神宮の宝物を陳列・展示する施設として開館した建物である。
外観は洋風、内部は和風で、外壁はなまこ壁漆喰塗り、屋根には西京瓦が使用されている。所蔵品は1940年（昭和15年）に同じく神宮境内に新設された徴古館（現存せず）に移された。
2010年（平成22年）に、宮崎神宮神殿ほか9件とともに国登録有形文化財となる。

## 沿革
- 1909年（明治42年） - 地方文化の向上、開発を目的に設置。以後40年間、準県立博物館的役割を担う[3]。
- 1940年（昭和15年） - 宮崎神宮神域拡張整備事業で建て替え。新徴古館（現存せず）が竣工。

## 旧所蔵資料
1940年（昭和15年）に竣工した新徴古館（のちの宮崎県立博物館施設）に資料を移設した際の記録によれば、収蔵品および数量は以下の通りであった。
- 土器: 685点
- 石器: 482点
- 埴輪: 57点
- 装身具: 1,831点
- 武具: 299点
- 農耕具: 2点
- 馬具: 250点

なお、これらの資料については、宮崎県立博物館（現・宮崎県総合博物館）に寄託されている。

## 交通アクセス
鉄道
JR日豊本線 宮崎神宮駅より徒歩10分
バス
宮崎交通バス「宮崎神宮」停留所より徒歩5分